# Блок (хімія)
Блок — частина макромолекули, що складається з багатьох структурних ланок та характеризується принаймні одною структурною або конфігураційною ознакою, не властивою сусіднім фрагментам ланцюга.